# Megalotremis biocellata
Megalotremis biocellata är en svampart som beskrevs av Aptroot. Megalotremis biocellata ingår i släktet Megalotremis och familjen Trypetheliaceae.   Inga underarter finns listade i Catalogue of Life.